# Gordy Giovanelli
Gordon Stephen "Gordy" Giovanelli (født 11. april 1925 i Everett, Washington, USA, død 21. december 2022) var en amerikansk roer og olympisk guldvinder.
Giovanelli var en del af den amerikanske firer med styrmand, der vandt guld ved OL 1948 i London. Bådens øvrige besætning var Warren Westlund, Bob Martin, Bob Will og styrmand Allen Morgan. Amerikanerne sikrede sig guldmedaljen foran Schweiz og Danmark, der fik henholdsvis sølv og bronze. Det var det eneste OL Giovanelli deltog i, og det var desuden eneste gang USA vandt guld i denne disciplin, der blev fjernet fra OL-programmet efter OL 1992 i Barcelona.

## OL-medaljer
- 1948:  Guld i firer med styrmand